# Liste de récompenses musicales
Pour les articles homonymes, voir Récompense.
Cette page dresse la liste des récompenses musicales, classées par pays.
Une récompense musicale est une distinction, une récompense ou un prix, décerné pour la compétence ou la distinction en musique. Il existe différentes récompenses dans différents pays, et différentes récompenses peuvent inclure ou exclure certaines musiques. Par exemple, certaines récompenses musicales sont réservés à la musique classique et n'incluent pas de musique populaire. Certaines récompenses de musique sont académiques, certaines sont commerciales et créés par l'industrie de la musique. Les exemples français incluent les Victoires de la musique et les NRJ Music Awards et les exemples américains incluent le Billboard Music Award, le Grammy Award et le prix Pulitzer de musique. Voir ici pour la liste des concours nationaux et internationaux de musique classique.

## Liste de récompenses musicales

### Monde (non limité à un seul continent)
- Concours Türkvizyon de la chanson
- Eurobest
- Grand Prix Paul-Gilson (catégorie musique)
- OTI Festival
- Prix Jeune soliste (Médias francophones publics)
- World Music Awards

### Europe
- Concours Eurovision de la chanson
- Liet International
- Chœur Eurovision de l'année
- MTV Europe Music Awards
- Championnat européen de brass band

#### France
- 7 d'or (catégorie meilleure musique)
- Académie Charles-Cros
- Album RTL de l'année
- Angels Music Awards
- Bus d'Acier
- Cannes Classical Awards (en)
- Concours NRJ - Nouveaux talents français
- Coq d'Or de la chanson française
- Diapason d'Or
- FG Awards
- Fun Radio DJ Awards
- Globes de Cristal (catégorie musique)
- Grand Prix de l'Académie du jazz
- Grand prix de la musique du syndicat de la critique
- Grand prix du disque de l'Association de la presse phonographique
- Grand prix du disque du Télégramme
- Grand Prix Florentz
- Grand prix Sacem
- Grand prix lycéen des compositeurs
- Grande médaille de la chanson française
- Jazz à Juan Révélations
- Le Mans Cité Chanson
- Les Élections Classiques
- Les Marius
- Les Trophées de la comédie musicale
- MTV Europe Music Award pour le Meilleur Artiste français (en)
- NRJ DJ Awards.
- NRJ Music Awards
- OÜI FM Rock Awards
- Phonurgia Nova Awards
- Prix Candide (musique)
- Prix Constantin
- Prix de la Chanson Inter
- Prix des Musiques d'ICI
- Prix de la personnalité musicale de l'année du Syndicat de la critique
- Prix découvertes RFI
- Prix Deezer Adami
- Prix Django-Reinhardt
- Prix du disque français
- Prix du meilleur compositeur de musique de scène du Syndicat de la critique
- Prix du parolier de l'année RFM - Paris Match
- Prix France Musique-Sacem de la musique de film
- Prix Maurice-Yvain
- Prix Musical Produit en Bretagne
- Prix Pierre-Delanoë
- Prix RFI instrumental
- Prix Raoul-Breton
- Prix Rossini
- Prix SACD (Prix Musique, Prix Nouveau Talent Musique)
- Prix Sidney Bechet
- Prix Talents W9
- Prix Vincent-Scotto
- Puy de musique d’Évreux
- Qwartz Electronic Music Awards
- Révélation classique de l'Adami
- Trace Awards
- Tremplin de la chanson des Hauts-de-Seine
- Tremplin des Jeunes Charrues
- Trophées des arts afro-caribéens
- Trophées du Sunside
- Victoires de la Musique
- Victoires de la musique classique
- Victoires du Jazz
- Prix de la Fondation Charles Oulmont

#### Belgique
- Concours musical international Reine-Élisabeth-de-Belgique
- Djangodor
- Georges Delerue Award (en)
- MTV Europe Music Award pour le meilleur artiste belge (en)
- MTV Europe Music Award pour le meilleur artiste hollandais et belge (en)
- Music Industry Awards
- TMF Awards (Belgium)
- Top Singer (Radio Compil)
- World Soundtrack Academy
- World Soundtrack Award – meilleur jeune compositeur belge (en)

- Zamu Music Awards (en)

#### Luxembourg
- Grand prix RTL international

#### Monaco
- Chopard Diamond

#### Suisse
- Fondation vaudoise pour la culture
- Fondation Leenaards

#### Allemagne
- Deutscher Kritikerpreis (catégorie musique)

- Tournoi des chanteurs de la Wartbourg
- Echo (récompense musicale)
- Prix Belmont
- Beethoven Ring

#### Espagne
- Prix Ondas (catégorie musique)

#### Grèce
- MAD Video Music Awards

Hollande
- Prix ANV-Visser-Neerlandia

Irlande
- Meteor Music Awards

Italie
- Prix Russolo

Norvège
- Melodi Grand Prix

Pologne
- Festival international de la chanson française de Cracovie

#### Royaume-Uni
- BBC Radio 3 Awards for World Music
- Brit Awards
- Championnat du monde de pipe band
- Gramophone Classical Music Awards
- Metal Hammer Golden Gods Awards
- MOBO Awards
- MOJO Awards
- NME albums et singles de l'année
- Q Awards
- Mercury Prize

#### Suède
- Prix Polar Music
- Prix Birgit-Nilsson

### Afrique
- MTV Africa Music Awards
- Voix de l'océan Indien
- Kora Awards

#### Burundi
- Primusic

#### Côte d'Ivoire
- RTI Music Awards

#### Guinée
- Djembé d'or

### Amérique

#### États-Unis d'Amérique
- American Country Awards
- American Music Awards
- BET Awards
- BET Hip Hop Awards
- Billboard Music Awards
- CMT Music Awards
- Country Music Association Awards
- GLAAD Media Award
- Grammy Awards
- Grawemeyer Award
- Latin Grammy Award
  - Latin Grammy Award du meilleur album de musique populaire brésilienne
- Lo Nuestro
- MTV Video Music Award
- People's Choice Awards
- Premios Juventud
- Rock and Roll Hall of Fame
- Songwriters Hall of Fame
- Soul Train Music Awards
- TEC Awards

- Teen Choice Awards

- Urban Music Awards

- Young Hollywood Awards
- YouTube Music Awards

#### Canada
- ADISQ
- Allan Waters Humanitarian Award (en)
- Atlantis Music Prize (en)
- Canadian Country Music Association (en)
- Canadian Country Music Hall of Fame (en)
- Canadian Independent Music Awards (en)
- Canadian Radio Music Awards (en)
- CASBY Awards (en)
- Central Canadian Bluegrass Awards (en)
- Covenant Awards (en)
- East Coast Music Association (en)
- Francouvertes
- Great Canadian Blues Award (en)
- Indigenous Music Awards
- Juno Award
- Kiwanis Music Festival (en)
- L'Empire des futures stars
- Leslie Bell Prize for Choral Conducting (en)
- Maple Blues Awards
- MTV Europe Music Award pour le Meilleur Acteur Canadien (en)
- MTV Europe Music Award  pour le Meilleur Acteur Nord Americain (en)
- MuchMusic Video Awards
- Panthéon de la musique canadienne
- Panthéon des auteurs et compositeurs canadiens
- Polaris Music Prize
- Prix Calixa-Lavallée
- Prix d'Europe
- Prix d'excellence des Arts et de la Culture
- Prix Félix
- Prix Jules-Léger
- Prix Virginia-Parker
- RPM (magazine)
- Sasktel Saskatchewan Jazz Fest Special Recognition Award (en)
- SOCAN Songwriting Prize (en)
- Sounds of Blackness Award (en)
- Stage West Pechet Family Musical Award (en)
- Urban Music Association of Canada (en)
- Western Canadian Music Awards (en)

#### Cuba
- Egrem

#### Guyane
- Lindor

### Asie
- Our Sound 2010

#### Corée du Sud
- Golden Disk Awards
- Mnet Asian Music Awards
- Melon Music Awards
- Seoul Music Awards

#### Inde
- Tibetan Music Awards

#### Israël
- Prix Wolf en art

#### Japon
- Praemium Imperiale (catégorie musique)
- Prix de l'Académie japonaise des arts (catégorie musique)
- Japan Academy Prize de la meilleure musique de film

### Océanie

#### Australie
- ARIA Music Awards

#### Océan Indien
- Voix de L'océan Indien